# Franz von Hueber

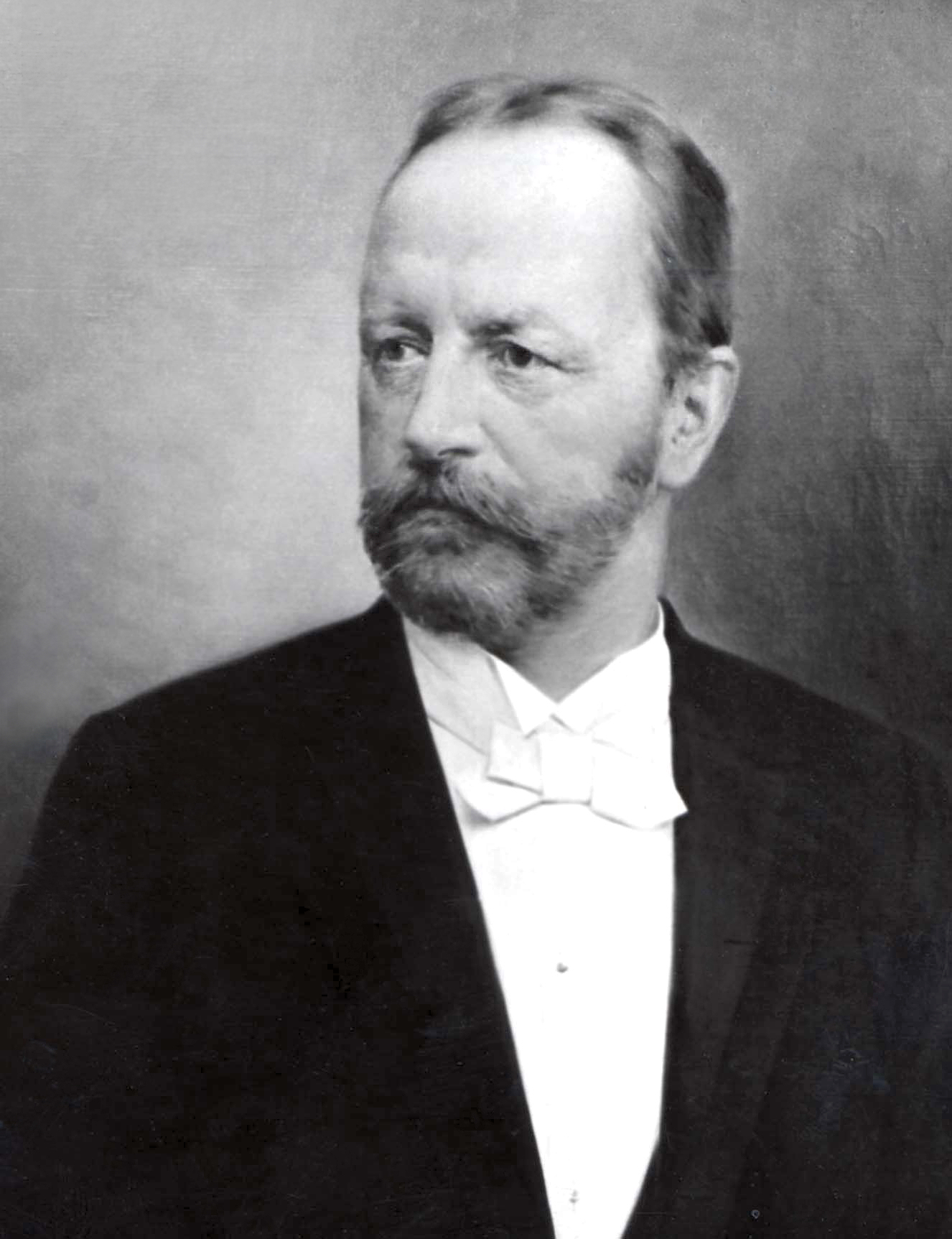
Franz v. Hueber

Franz von Hueber (* 17. März 1845 in Salzburg; † 11. Mai 1936 ebenda) war ein österreichischer Rechtsanwalt und Politiker. Er war Bürgermeister und Ehrenbürger von Salzburg.

## Leben
Er entstammte einer alten Tiroler Familie. Ihre Stammreihe beginnt mit Kaspar Hueber († 1575), Bürger zu Bruneck im Pustertal, Südtirol. Mit Adelsbrief vom 25. Dezember 1890 wurde Hueber am 6. Dezember 1890 in Wien nobilitiert.
Hueber studierte an der Universität Innsbruck Rechtswissenschaft. 1864 wurde er bei Athesia, dem Corps der Bozner, aktiv. Seit 1870 verheiratet, wurde er Vater von vier promovierten Söhnen. Eduard und Richard waren ebenfalls bei Athesia aktiv. Am 8. März 1876 eröffnete er in Salzburg eine Rechtsanwaltskanzlei. 1884 wurde er als Vertreter der Liberalen Partei in den Gemeinderat (Österreich) entsandt. Ab 1890 bekleidete er das Amt des Bürgermeisters der Stadt Salzburg. 1894 trat er freiwillig zurück. Die Stadt verlieh ihm 1895 die Ehrenbürgerwürde. 1903–1913 war er Präsident der Salzburger Rechtsanwaltskammer (Österreich). 1927 feierte er als ältester Rechtsanwalt Österreichs sein 50-jähriges Anwaltsjubiläum. Mit 91 Jahren gestorben, wurde er in einem Ehrengrab auf dem Salzburger Kommunalfriedhof beigesetzt.